# Макгрегор, Конор
Ко́нор Э́нтони Макгре́гор (ирл. Conchúr Antóin Mac Gréagóir, англ. Conor Anthony McGregor; род. 14 июля 1988, Дублин, Ирландия) — ирландский боец смешанных единоборств, выступавший также в профессиональном боксе. Наиболее известен по выступлениям в UFC. Первый в истории UFC двойной чемпион, владевший одновременно двумя поясами в разных весовых категориях — полулёгкой и лёгкой. Выступает послом бренда крупнейшей и ведущей международной организации по кулачным боям — BKFC, в которой с апреля 2024 года также является совладельцем.

## Ранние годы
Конор Макгрегор родился в южной части Дублина, в пригороде Крамлин, где впервые заинтересовался спортом, в частности футболом. Макгрегор играл за футбольный клуб «Лурдес Селтик» (англ. Lourdes Celtic) и болел за клуб английской премьер-лиги «Манчестер Юнайтед».
В 2006 году вместе с семьёй переехал в Лукан, там Макгрегор окончил среднюю школу «Colaiste Cois Life». После окончания начал обучаться профессии водопроводчика. Позже в Лукане Макгрегор начал обучаться борьбе с будущим бойцом UFC Томом Иганом. Так Макгрегор заинтересовался смешанными единоборствами. В 2008 году попал в команду SBG.

## Личная жизнь
Макгрегор находится в отношениях со своей невестой Ди Девлин с 2008 года. У пары четверо детей — сын Конор Джек МакГрегор (род. 6 мая 2017), дочь Кройя МакГрегор (род. 2 января 2019), сын Риан МакГрегор (род. май 2021). В июне 2023 года стало известно о беременности Ди. 1 декабря 2023 года у пары родился сын Мак, тем самым Конор стал отцом в четвёртый раз.

## Карьера
Свою профессиональную карьеру в смешанных единоборствах Макгрегор начал с выступлений в лёгком весе. Позже, заработав в карьерной статистике десять побед с двумя поражениями, дебютировал в категории ниже, где за два боя сумел завоевать титул чемпиона в полулёгком весе английской организации «Cage Warriors». Не остановившись на одном титуле, Макгрегор вернулся в прежний дивизион, где забрал титул в лёгком весе у Ивана Бухингера, став, таким образом, одновременным чемпионом в двух весовых категориях.

### Ultimate Fighting Championship
Впечатлённое выступлениями ирландца руководство «UFC» вскоре заключило с ним контракт. Дебютный бой в новой организации состоялся на UFC on Fuel TV: Mousasi vs. Latifi, где соперником Макгрегора стал Маркус Бримейдж. Бой сопровождался активными атаками Бримейджа, который, однако, не сумел ничего противопоставить точным и техничным ударам ирландца. Поразив оппонента серией тяжёлых ударов в челюсть, Макгрегор свалил того на настил и принялся добивать, после чего рефери остановил поединок.
Следующий бой был намечен на UFC Fight Night 26, где предполагалась встреча против англичанина Энди Огла. Спустя некоторое время Огл вынужден был сняться по причине травмы и его заменил Макс Холлоуэй. Макгрегор полностью доминировал в поединке и одержал уверенную победу над Холлоуэем. В середине второго раунда Макгрегор почувствовал хруст в колене, после проведения магнитно-резонансной томографии была диагностирована травма передней крестообразной связки, из-за чего врачи наложили запрет на выступления в течение следующих десяти месяцев.
Завершив медицинское восстановление, Макгрегор возглавил главное событие вечера UFC Fight Night 46 в родном Дублине. Изначально его соперником должен был стать Коул Миллер, однако тот заработал на тренировке травму большого пальца, поэтому вынужден был выбыть. Место Коула занял бразилец Диегу Брандан. Поединок был выигран Макгрегором досрочно — техническим нокаутом в первом раунде.
В рамках турнира UFC 178 Макгрегор завоевал очередную победу техническим нокаутом. На этот раз под натиском ирландца пал американский боец Дастин Пуарье, до этого ни разу не бывавший в нокауте. В течение всего боя Макгрегор простреливал противника ударами с дистанции, пока не отправил того в нокаут на второй минуте первого раунда. Позже президент «UFC» Дэйна Уайт заявил, что Макгрегор может стать главным претендентом на титул чемпиона в полулёгком весе, если в бою между действующим чемпионом Жозе Алду и Чедом Мендесом на UFC 179 верх одержит Алду.
Спустя месяц после победы над Пуарье организация анонсировала турнир UFC Fight Night 59, который возглавит поединок Макгрегора с немецким бойцом Деннисом Зифером. По прогнозам букмекерских контор Макгрегор открывался в этом бою абсолютным фаворитом. Ирландец закончил поединок в одностороннем порядке победой над Зифером техническим нокаутом во втором раунде. Сразу после этого он ошеломил зрителей инцидентом с действующим чемпионом Жозе Алду. Как только рефери остановил поединок, Макгрегор разглядел в публике наблюдающего Алду, и, перескочив через сетку восьмиугольника, начал кричать что-то в лицо чемпиона.

#### Временный чемпион в полулёгком весе

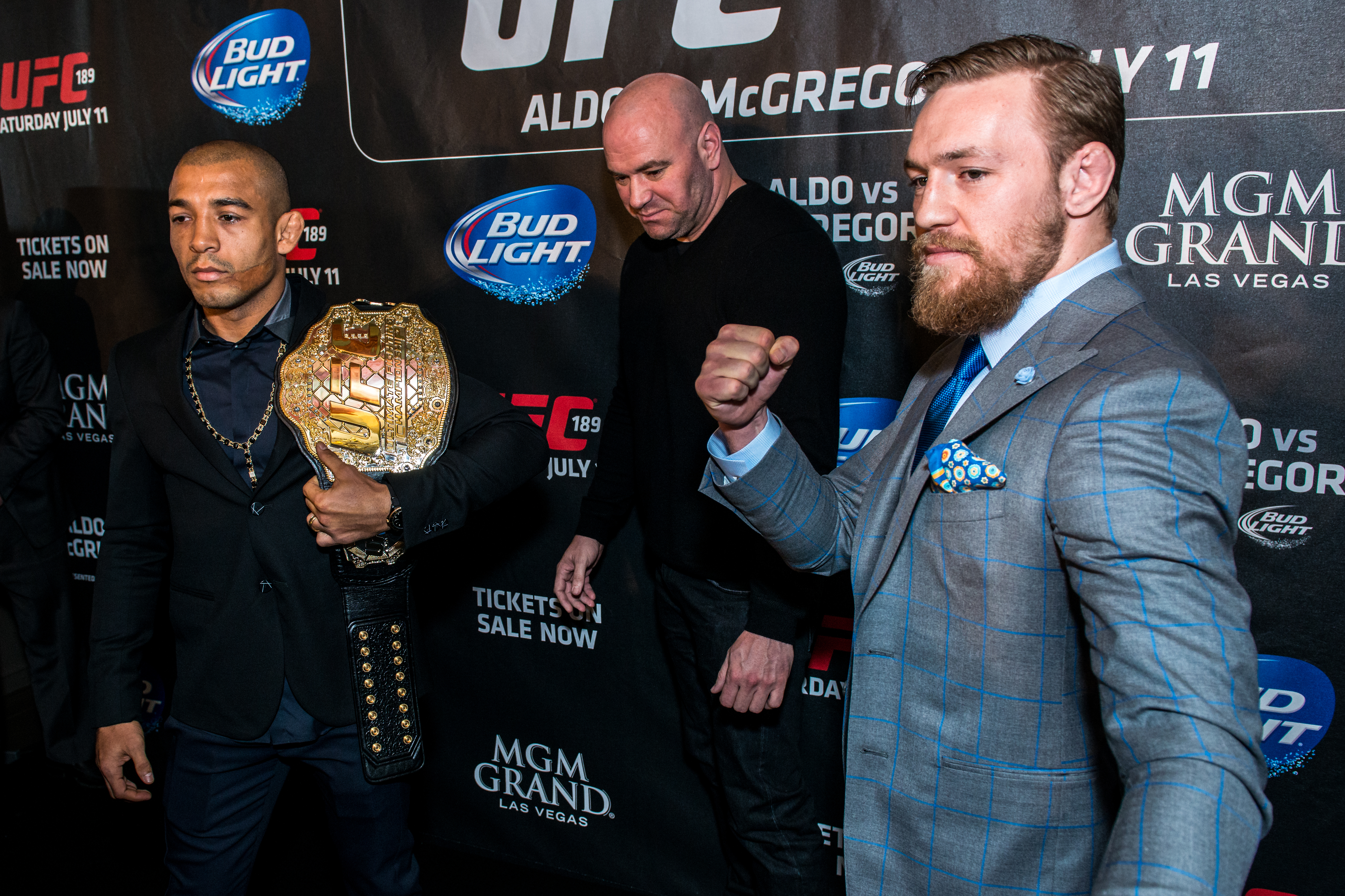
Жозе Алду (слева) и Конор Макгрегор (справа) позируют во время пресс-конференции в Лондоне, март 2015 года.

В конце января 2015 года стала известна дата проведения боя за титул чемпиона UFC в полулёгком весе между Макгрегором и Алду. Поединок должен был пройти 11 июля 2015 года и возглавить турнир UFC 189. А в марте состоялся двенадцатидневный мировой тур по восьми городам мира (начиная с Рио-де-Жанейро и заканчивая Дублином), призванный разрекламировать предстоящий турнир. Мировой тур выдался драматичным и богатым на разного рода выпады Макгрегора в адрес Алду: всё началось с напряжённой битвы взглядов в Рио, а достигло апогея во время пресс-конференции в ирландской столице, когда Макгрегор выхватил со стола бразильца его чемпионский пояс.
23 июня стало известно, что Алду получил перелом ребра во время тренировки и по этой причине бой может быть отменён. На этот случай руководство подготовило замену Алду в лице двукратного призёра NCAA по борьбе Чеда Мендеса, который сразился бы с Макгрегором за титул временного чемпиона в полулёгком весе. 30 июня Дэйна Уайт подтвердил сообщение о том, что Алду не сможет провести бой и выбывает с турнира, а заменит его Мендес. Макгрегор продолжил серию побед нокаутом, победив Мендеса и став временным чемпионом UFC в полулёгкой весовой категории.

#### The Ultimate Fighter 22
После завоевания временного титула Макгрегор принял участие в двадцать втором сезоне реалити-шоу «The Ultimate Fighter» (TUF 22) в качестве тренера европейской команды. В телешоу он заявил, что участвует только из-за своего одноклубника и спарринг-партнёра Артёма Лобова, ставшего впоследствии финалистом TUF 22 и действующим бойцом UFC.

#### Чемпион в полулёгком весе
В августе 2015 года организация анонсировала новую дату встречи Макгрегора против Алду. Несостоявшийся ранее поединок на этот раз должен был возглавить турнир UFC 194. На пресс-конференции «GO BIG», посвящённой ближайшим турнирам, Макгрегор заявил, что если завоюет титул бесспорного чемпиона у Алду, то перейдёт в лёгкую весовую категорию. 12 декабря долгожданный бой всё-таки состоялся, однако, на удивление многих поклонников, он закончился раньше, чем многие предполагали. Всего на тринадцатой секунде первого раунда Макгрегор провёл точный контрудар в челюсть, заставивший Алду упасть на канвас, и прервал его пятилетнее доминирование в качестве чемпиона.
Завоевав титул неоспоримого чемпиона, Макгрегор возглавил UFC 196, где первоначально был заявлен в качестве претендента на титул чемпиона в лёгком весе против действующего чемпиона Рафаэля Дус Анжуса. 23 февраля 2016 года стало известно, что Дус Анжус травмировал ногу во время спарринга и вынужден был сняться с боя. Днём позднее организация нашла замену травмированному чемпиону в лице Нейта Диаса, но поединок состоялся уже в полусреднем дивизионе. Ранее тренер Макгрегора заявлял, что его подопечный в состоянии подраться и в полусреднем весе против чемпиона Робби Лоулера.
Поединок начался с активных атак Макгрегора как руками, так и ногами. Активность ирландца также заключалась в полном контроле центра октагона и в стремлении сократить дистанцию. Во второй половине первого раунда он рассёк Диасу бровь, однако инициатива начала перетекать в руки соперника. Это стало заметно по промахам Макгрегора и частым попаданиям Диаса джебами. Раунд закончился в партере, перевод в который инициировал Диас, захватив ногу ирландца. Однако это не помешало оказаться сверху Макгрегору, пытавшемуся на последних секундах наносить удары по защищающемуся противнику. Во втором раунде он снова начал штурмовать Диаса и даже обагрил его лицо кровью, но в середине пятиминутки Макгрегор был потрясён двойкой соперника, хоть и старался затем не подавать виду. Диас начал усиливать давление, он прижал ирландца к стенке и начал его избивать. Макгрегор, освободившись из клинча, в свою очередь ответил хорошей комбинацией, а затем отчаянно бросился в ноги Диаса. Поединок перетёк в партер, где ирландец не сумел оказать сопротивления и попался на удушающий прием, потерпев своё первое поражение в пределах UFC.
По словам Макгрегора, следующий свой бой он возможно проведёт в полулёгком весе, где будет защищать чемпионский титул.

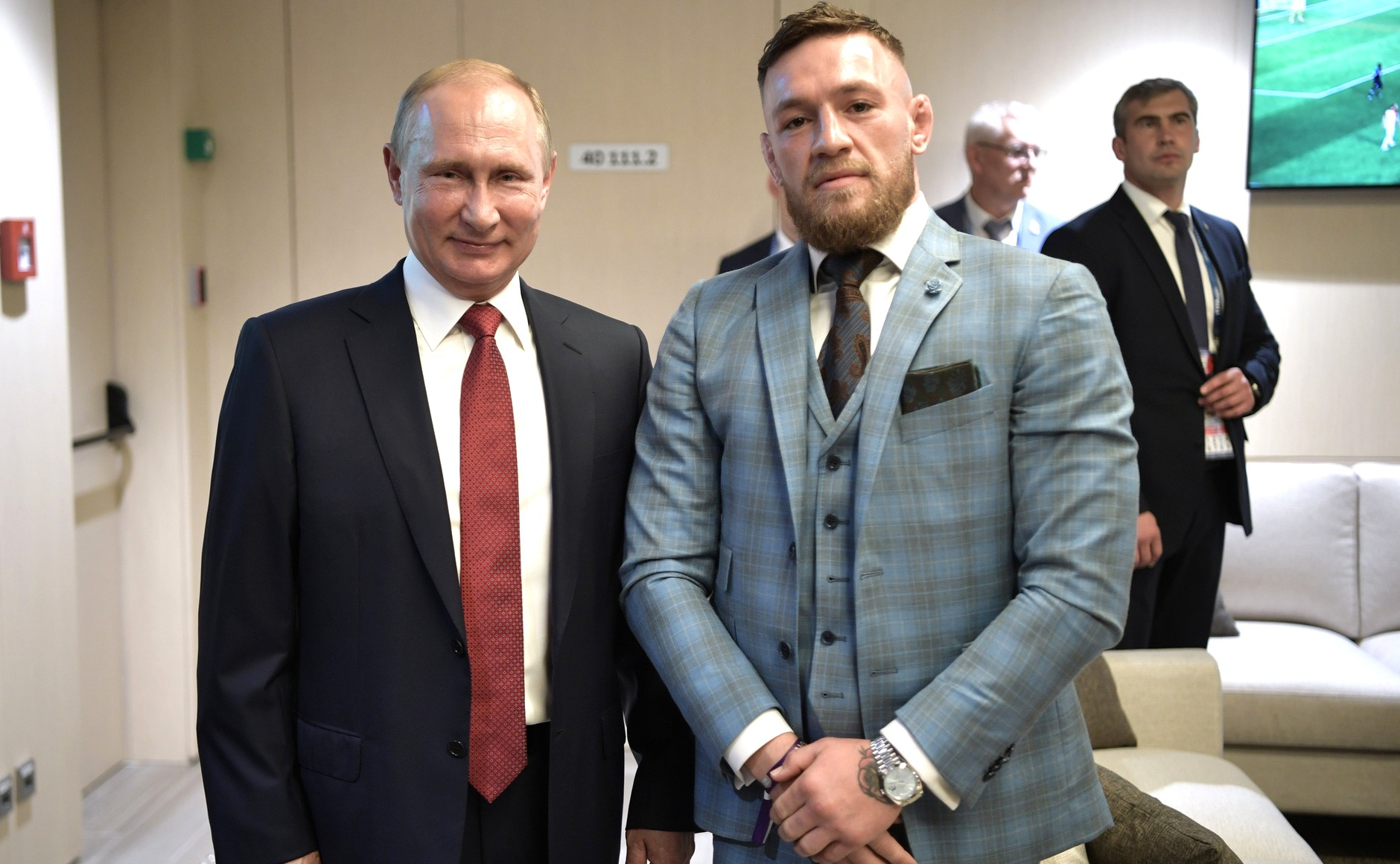
Конор Макгрегор и Владимир Путин
(в перерыве финального матча ЧМ по футболу 15 июля 2018 года, Лужники)

19 апреля 2016 года Макгрегор объявил о завершении карьеры, написав об этом в Twitter. «Я решил уйти из спорта молодым. Спасибо всем. Увидимся позже».
21 апреля 2016 года Макгрегор объявил на своей страничке в Facebook, что карьеру завершать не собирается и готов выступить на UFC 200, если ему позволят провести лишь одну пресс-конференцию, а затем вернуться к тренировкам.
20 августа 2016 года на турнире UFC 202: Diaz vs. Mcgregor 2 состоялся реванш с Нейтом Диасом, в котором Макгрегор одержал победу решением большинства.

### Чемпион в лёгком весе
27 сентября, было официально объявлено, что Макгрегор проведет следующий бой против чемпиона в легком весе Эдди Альвареса 12 ноября на UFC 205. Макгрегор победил Альвареса во втором раунде техническим нокаутом и стал первым чемпионом в двух весовых категориях одновременно в истории UFC. Получил шестой бонус «Выступление вечера».
26 ноября было объявлено, что из-за бездействия в полулёгком дивизионе, Макгрегор освободил пояс чемпиона, а временный чемпион Жозе Алду стал бесспорным чемпионом.
Завоевав пояс в легком весе на UFC 205, МакГрегор объявил, что возьмет перерыв в UFC, чтобы дождаться рождения своего первого ребёнка, которое должно произойти в 2017 году.

### Дальнейшая карьера в UFC
6 октября 2018 года в рамках UFC 229 потерпел поражение от действующего чемпиона в лёгком весе Хабиба Нурмагомедова удушающим приёмом сзади.
В конце января 2019 года Атлетическая комиссия Невада вынесла вердикт дисквалифицировать Конора Макгрегора на 6 месяцев с выплатой $50 тыс. штрафа за инцидент после боя с Хабибом Нурмагомедовым на UFC 229.
26 марта 2019 года Конор Макгрегор объявил о завершении карьеры профессионального бойца и о своем желании сосредоточиться на другом бизнесе. Впрочем многие специалисты восприняли данное заявление скептически, так как к этому моменту бой с участием Конора способен собрать кассу только именем, а не статусом профессионального бойца.
31 марта 2019 года Макгрегор вызвал на поединок голливудского актёра Марка Уолберга.
В декабре 2019 года UFC официально анонсировал бой Конора Макгрегора с Дональдом Серроне в полусреднем весе в рамках турнира UFC 246, запланированного на 18 января 2020 года. Макгрегор победил «Ковбоя» техническим нокаутом на 41-й секунде 1-го раунда. Этим самым ирландец прервал свой безвыигрышный период, длившийся три с лишним года. На пресс-конференции после боя Конор пожелал провести реванш с Хабибом Нурмагомедовым в Москве или у себя в Ирландии.
6 июня 2020 года Конор Макгрегор в третий раз заявил о завершении профессиональной карьеры. Его не устроил план UFC на его ближайшие бои, так как Дана Уайт отказал Макгрегору в бою против Гэтжи за титул временного чемпиона, а без этого боя Макгрегору было бы очень сложно получить реванш с Нурмагомедовым.
Несмотря на разговоры о завершении карьеры, Макгрегор подписал контракт на бой с Дастином Пуарье на UFC 257. Во втором противостоянии победу одержал техническим нокаутом Дастин Порье, чем очень задел самолюбие Макгрегора, который тут же захотел реванша.
Третий бой Порье — Макгрегор состоялся 11 июля 2021 года. Бой пришлось остановить в конце первого раунда — Макгрегор сломал левую ногу. Судья отдал победу Порье техническим нокаутом с указанием на остановку врача.
8 марта 2022 года спортсмен заявил, что скоро вернется и травма стала испытанием, которая сделает его только лучше.
В декабре 2022 года, Конор Макгрегор впервые за восемь лет не попал в рейтинг UFC. После перелома ноги в 2021 году спортсмен не провел ни одного боя.
В июле 2025 Конор официально заявил об возвращении в пул допинг-тестирования UFC и сдал первый допинг тест. По его словам, он вернется ради боя в Белом доме (UFC White House).

### Профессиональный бокс
В мае 2016 года Конор Макгрегор объявил о желании попробовать свои силы в профессиональном боксе. Вскоре после этого пошли разговоры о бое против бывшего лучшего боксера вне зависимости от весовой категории Флойда Мейвезера. В июле 2017 года стало известно, что бойцы согласовали условия боя.
Вскоре состоялся бой, который Макгрегор проиграл.

#### Бой с Флойдом Мейвезером
Победу одержал Флойд Мейвезер. В десятом раунде после серии ударов Мейвезера рефери остановил бой, что означало победу Мейвезера техническим нокаутом.

### UFCpay-per-views
| Дата                 | Главное событие        | Турнир             | Продажи    |
| -------------------- | ---------------------- | ------------------ | ---------- |
| 11 июля 2015 года    | Mendes vs. McGregor    | UFC 189            | 825,000    |
| 12 декабря 2015 года | Aldo vs. McGregor      | UFC 194            | 1,200,000  |
| 5 марта 2016 года    | McGregor vs. Diaz      | UFC 196            | 1,500,000  |
| 20 августа 2016 года | Diaz vs. McGregor 2    | UFC 202            | 1,650,000  |
| 12 ноября 2016 года  | Alvarez vs. McGregor   | UFC 205            | 1,300,000  |
| 6 октября 2018 года  | Khabib vs. McGregor    | UFC 229            | 2,400,000  |
| 18 января 2020 года  | McGregor vs. Cowboy    | UFC 246            | 1,350,000  |
| 24 января 2021 года  | Poirier vs. McGregor 2 | UFC 257            | 1.600.000  |
| 10 июля 2021 года    | Poirier vs. McGregor 3 | UFC 264            | 1.800.000  |
| Общий объём продаж   | Общий объём продаж     | Общий объём продаж | 13,625,000 |

## Стиль ведения боя
Макгрегор — обладатель весьма необычного для мира ММА стиля ведения поединка. Известные спортивные аналитики, такие как Джо Роган и Доминик Крус считают, что Макгрегор обладает своеобразным и весьма эффективным боевым арсеналом. Также известен своими уникальными способностями в области бокса и тхэквондо. Он может выбрасывать мощнейшие удары ногами как в голову, так и в корпус. Обладает нокаутирующим ударом как с левой, так и с правой руки.
Однако Макгрегор известен не только своими бойцовскими способностями, также он популярен благодаря своим выходкам и поведением вне октагона. Макгрегор никогда не упустит момента для того, чтобы оскорбить, унизить и взбесить своего визави. Перед боем с каким-либо оппонентом он при каждой встрече выливает на него всю «грязь». Его громкие высказывания заставляют обратить на него внимание всех СМИ мира смешанных боевых искусств. Макгрегор умеет «продать» свой бой, привлекая большую аудиторию благодаря грамотной раскрутке поединка.

## Титулы и достижения
- Ultimate Fighting Championship
  - Временный чемпион UFC в полулёгком весе (один раз)
  - Чемпион UFC в полулёгком весе (один раз)
  - Чемпион UFC в лёгком весе (один раз)
  - Обладатель премии «Лучший бой вечера» (два раза) против Нейт Диас (2)
  - Обладатель премии «Лучший нокаут вечера» (один раз) против Маркус Бримейдж
  - Обладатель премии «Выступление вечера» (семь раз) против Диегу Брандан, Дастин Порье, Деннис Зифер, Чед Мендес, Жозе Алду, Эдди Альварес, Дональд Серроне
- Cage Warriors Fighting Championship
  - Чемпион CWFC в полулёгком весе (один раз)
  - Чемпион CWFC в лёгком весе (один раз)

## Статистика в смешанных единоборствах
| Боёв 28  | Побед 22 | Поражений 6 |
| -------- | -------- | ----------- |
| Нокаутом | 19       | 2           |
| Сдачей   | 1        | 4           |
| Решением | 2        | 0           |

| Результат | Рекорд | Соперник           | Способ                               | Турнир                                     | Дата             | Раунд | Время      | Место                          | Примечание                                                                    |
| --------- | ------ | ------------------ | ------------------------------------ | ------------------------------------------ | ---------------- | ----- | ---------- | ------------------------------ | ----------------------------------------------------------------------------- |
| Поражение | 22-6   | Дастин Порье       | TKO (травма ноги)                    | UFC 264: Poirier vs McGregor 3             | 11 июля 2021     | 1     | 5:00       | T-Mobile Arena, Лас-Вегас, США |                                                                               |
| Поражение | 22-5   | Дастин Порье       | KO (удары)                           | UFC 257: Poirier vs McGregor 2             | 23 января 2021   | 2     | 2:32       | Абу-Даби, ОАЭ                  | Бой в легком весе.                                                            |
| Победа    | 22-4   | Дональд Серроне    | TKO (удары)                          | UFC 246: McGregor vs. Cowboy               | 18 января 2020   | 1     | 0:40       | Лас-Вегас, Невада, США         | Бой в полусреднем весе. Выступление вечера.                                   |
| Поражение | 21-4   | Хабиб Нурмагомедов | Болевой приём (залом шеи)            | UFC 229: Khabib vs. McGregor               | 6 октября 2018   | 4     | 3:03       | Лас-Вегас, Невада, США         | Бой за титул чемпиона UFC в лёгком весе.                                      |
| Победа    | 21-3   | Эдди Альварес      | KO (удары)                           | UFC 205: Alvarez vs. McGregor              | 12 ноября 2016   | 2     | 3:04       | Нью-Йорк, Нью-Йорк США         | Завоевал титул чемпиона UFC в лёгком весе. Выступление вечера.                |
| Победа    | 20-3   | Нейт Диас          | Решение большинства                  | UFC 202: Diaz vs. McGregor 2               | 20 августа 2016  | 5     | 5:00       | Лас-Вегас, Невада, США         | Бой в полусреднем весе. Лучший бой вечера.                                    |
| Поражение | 19-3   | Нейт Диас          | Удушающий приём (сзади)              | UFC 196: McGregor vs. Diaz                 | 5 марта 2016     | 2     | 4:12       | Лас-Вегас, Невада, США         | Дебют в полусреднем весе. Лучший бой вечера.                                  |
| Победа    | 19-2   | Жозе Алду          | KO (удар)                            | UFC 194: Aldo vs. McGregor                 | 12 декабря 2015  | 1     | 0:13       | Лас-Вегас, Невада, США         | Объединил титул чемпиона UFC в полулёгком весе. Выступление вечера.           |
| Победа    | 18-2   | Чед Мендес         | TKO (удары)                          | UFC 189: Mendes vs. McGregor               | 11 июля 2015     | 2     | 4:57       | Лас-Вегас, Невада, США         | Завоевал титул временного чемпиона UFC в полулёгком весе. Выступление вечера. |
| Победа    | 17-2   | Деннис Зифер       | TKO (удары)                          | UFC Fight Night: McGregor vs. Siver        | 18 января 2015   | 2     | 1:54       | Бостон, Массачусетс, США       | Выступление вечера.                                                           |
| Победа    | 16-2   | Дастин Порье       | KO (оверхенд и удары)                | UFC 178: Johnson vs. Cariaso               | 27 сентября 2014 | 1     | 1:46       | Лас-Вегас, Невада, США         | Выступление вечера.                                                           |
| Победа    | 15-2   | Диегу Брандан      | TKO (удары)                          | UFC Fight Night: McGregor vs. Brandao      | 19 июля 2014     | 1     | 4:05       | Дублин, Ирландия               | Выступление вечера.                                                           |
| Победа    | 14-2   | Макс Холлоуэй      | Единогласное решение                 | UFC Fight Night: Shogun vs. Sonnen         | 17 августа 2013  | 3     | 5:00       | Бостон, Массачусетс, США       |                                                                               |
| Победа    | 13-2   | Маркус Бримейдж    | TKO (удары)                          | UFC on Fuel TV: Mousasi vs. Latifi         | 6 апреля 2013    | 1     | 1:07       | Стокгольм, Швеция              | Лучший нокаут вечера.                                                         |
| Победа    | 12-2   | Иван Бухингер      | KO (удар)                            | CWFC 51                                    | 31 декабря 2012  | 1     | 3:40       | Дублин, Ирландия               | Завоевал титул чемпиона CWFC в лёгком весе.                                   |
| Победа    | 11-2   | Дэйв Хилл          | Удушающий приём (сзади)              | CWFC 47                                    | 2 июня 2012      | 2     | 4:10       | Дублин, Ирландия               | Завоевал титул чемпиона CWFC в полулёгком весе.                               |
| Победа    | 10-2   | Стив О’Киф         | KO (удары локтями)                   | CWFC 45                                    | 18 февраля 2012  | 1     | 1:33       | Кентиш-Таун, Англия            | Дебют в полулёгком весе.                                                      |
| Победа    | 9-2    | Аарон Янсен        | TKO (удары)                          | CWFC: Fight Night 2                        | 8 сентября 2011  | 1     | 3:29       | Амман, Иордания                |                                                                               |
| Победа    | 8-2    | Артур Совинский    | TKO (удары)                          | Celtic Gladiator 2: Clash of the Giants    | 11 июня 2011     | 2     | 1:12       | Порт-Лиише, Ирландия           |                                                                               |
| Победа    | 7-2    | Патрик Доэрти      | KO (удары)                           | Immortal Fighting Championship 4           | 16 апреля 2011   | 1     | 0:04       | Леттеркенни, Ирландия          |                                                                               |
| Победа    | 6-2    | Майк Вуд           | KO (удары)                           | Cage Contender 8                           | 12 марта 2011    | 1     | 0:16       | Дублин, Ирландия               |                                                                               |
| Победа    | 5-2    | Хью Брэди          | TKO (удары)                          | Chaos FC 8                                 | 12 февраля 2011  | 1     | 2:31       | Дерри, Северная Ирландия       |                                                                               |
| Поражение | 4-2    | Джозеф Даффи       | Удушающий приём (ручной треугольник) | Cage Warriors 39: The Uprising             | 27 ноября 2010   | 1     | 0:38       | Корк, Ирландия                 |                                                                               |
| Победа    | 4-1    | Коннор Диллон      | TKO (остановка угловыми)             | Chaos FC 7                                 | 9 октября 2010   | 1     | 4:22       | Дерри, Северная Ирландия       |                                                                               |
| Победа    | 3-1    | Стивен Бейли       | TKO (удары)                          | K.O.: The Fight Before Christmas           | 12 декабря 2008  | 1     | 1:22       | Дублин, Ирландия               |                                                                               |
| Поражение | 2-1    | Артемий Ситенков   | Болевой приём (рычаг колена)         | Cage of Truth 3                            | 28 июня 2008     | 1     | 1:09       | Дублин, Ирландия               |                                                                               |
| Победа    | 2-0    | Мо Тейлор          | TKO (удары)                          | Cage Rage Contenders — Ireland vs. Belgium | 3 мая 2008       | 1     | 1:06       | Дублин, Ирландия               |                                                                               |
| Победа    | 1-0    | Гэри Моррис        | TKO (удары)                          | Cage of Truth 2                            | 8 марта 2008     | 2     | нет данных | Дублин, Ирландия               |                                                                               |

## Статистика в профессиональном боксе
В таблице перечислены результаты всех поединков боксёров.
В каждой строке указан результат поединка. Дополнительно номер поединка обозначен цветом, который обозначает итог поединка. Расшифровка обозначений и цветов представлена в нижеследующей таблице.
| Пример | Расшифровка                     |
| ------ | ------------------------------- |
|        | Победа                          |
|        | Ничья                           |
|        | Поражение                       |
|        | Планируемый поединок            |
|        | Поединок признан несостоявшимся |
| КО     | Нокаут                          |
| ТКО    | Технический нокаут              |
| PTS    | Решение судей (по очкам)        |
| UD     | Единогласное решение судей      |
| MD     | Решение большинства судей       |
| SD     | Раздельное решение судей        |
| RTD    | Отказ от продолжения боя        |
| DQ     | Дисквалификация                 |
| NC     | Поединок признан несостоявшимся |

| Бой | Дата            | Соперник              | Место боя                              | Результат        | Дополнительно                                                   |
| --- | --------------- | --------------------- | -------------------------------------- | ---------------- | --------------------------------------------------------------- |
| 0-1 | 26 августа 2017 | Флойд Мейвезер (49-0) | Ти-Мобайл Арена, Парадайс, Невада, США | TKO10 (12), 1:05 | Бой за специальный пояс WBC Money Belt. Профессиональный дебют. |

## Производитель виски
Идею производить собственный виски Конор вынашивал давно, так как буквально с детства проникался культурой как производства, так и потребления ирландского виски. Впервые бутылку собственного виски ирландский боец представил публике 8 сентября 2018 года во время пресс-конференции, посвященной предстоящему бою с Хабибом Нурмагомедовым. При этом история виски началась ещё раньше, в августе 2017 — после проигранного боя с Мейвезером, Конор пришёл на пресс-конференцию с бутылкой виски, которая была названа в честь его прозвища — Notorious. Однако Конору пришлось изменить название, после общения с адвокатами, которые обещали ему дорогостоящие судебные тяжбы с пивоваренной компанией Carlos Brewing, которая уже успела зарегистрировать аналогичную товарную марку. В итоге 8 сентября 2018 года Макгрегор пришёл на встречу с журналистами с бутылкой виски Proper Twelve.
Характеристики виски Макгрегора, как и история его создания состоит из множества маркетинговых тезисов, которые, как и имя основателя хорошо влияют на продажи напитка.
— Макгрегор лично выбирал купаж виски из более чем 100 предложенных.
— Виски производится на старейшей вискокурне Ирландии.
— Виски является эксклюзивным спонсором всех боёв Макгрегора под покровительством UFC.
В становлении алкобизнеса Макгрегору активно помогал известный в Европе винокур Дэвид Элдер, который также работал с брендами Bushmills и Guinness.
Благодаря деятельности Конора, напиток стал настолько популярен, что ряд магазинов в США ограничил продажу напитка двумя бутылками в одни руки.
C 2019 года Proper Twelve можно купить в России.
В марте 2021 года МакГрегор продал бренд мексиканской компании Becle, которая ранее была миноритарным акционером.

## Фильмография
- 2024 — Дом у дороги